# Stonemyia fera
Stonemyia fera är en tvåvingeart som beskrevs av Samuel Wendell Williston  1887. Stonemyia fera ingår i släktet Stonemyia och familjen bromsar. Inga underarter finns listade i Catalogue of Life.